# 婦女和女性公民權利宣言

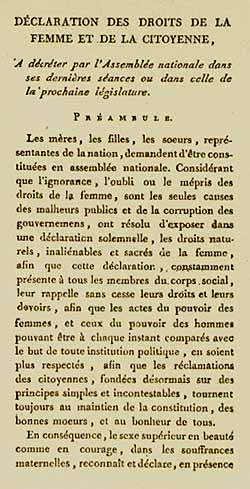
婦女和女性公民權利宣言原版條文

婦女和女性公民權利宣言，也被稱為女權宣言，是一篇由法國政治活動家、劇作家奥兰普·德古热在1791年9月14日仿照法国《人权宣言》寫成的立法草案，在小册子妇女权利中出版。这篇文章首次从法律层面上阐述了男女平等的思想，并于同年10月28日递交国民立法议会，可惜并未该草案获得通过。
虽然妇女在法国大革命中做出了重要贡献，如1789年10月5-6日的凡尔赛游行，同年8月26日颁布的《人权宣言》也弘扬人生而自由且在法律上平等，但妇女依旧被视作男人的附庸而非平等公民，其权益仍未得到新生政府的保障。因此德古热在将《人权宣言》仿写成《女权宣言》中将大部分的“人”都替换成了“女人”或“女人与男人”，以强调大革命仍未贯彻到底；在其序与跋中，德古热更用严厉的口吻批判了男性对女性的压迫。但德古热不止于女性的解放事业；在最后的“两性间的社会契约样式”中，她对当时法国殖民地时事的评论将她的平等观念贯彻到了奴隶身上。她的行文同样带有介入文学的特征：不管是开头致瑪麗·安東妮皇后的信还是后记中的个人经历，她都亲自置身于其中，以更好表达对社会的批判和期望。

## 内容

### 妇女和女性公民权利
男人，你们真的公正吗？是一名女人提出了这个问题；你至少不能剥夺她提出问题的权利。告诉我，是谁给了你压迫我性别的暴权？你的力量？还是你们的才能？看看造物主的智慧；观察你们歌颂的辉煌的大自然，然后，如果你们敢的话，给我“找出”一个像你们这般暴虐的例子吧！
去瞧瞧动物，请教请教化学元素，研究研究植物，最后看一眼一切生命的千变万化，然后，向我给你们的这些证据低头认错吧！如果你能的话，不如搜索一下，调查一下，那自然界中的性别吧，你会看到它们在每一个角落都混合在一起！在每一个角落，它们都在永垂不朽的大自然当中和谐共存，共同合作！
男人自己已经把他们和“自然界的两性平等”不同的情况况，当作一种不言自明的原则了。在这个智慧的启蒙时代，他们怀着一种怪诞愚蠢的目光短浅和目中无人，妄图指使一个和他们智力上分毫不差的性别；他们打算霸占大革命的红利，宣布他们的平等权利，免得女人多说。

#### 序
母亲们，女儿们，姐妹们，这些人民的代表们，要求成为国民大会的一部分。妇女们相信，对于妇女权益的无知、忽视与轻蔑乃是公共灾祸与政府腐化的唯一原因，乃决定在一个庄严的宣言里，呈现女性自然的、不可让渡的与神圣的权利，以便这个永远呈现于社会所有成员之前的宣言，能不断地向他们提醒他们的权利与义务；以便两性权利能随时与所有政治制度的目标两相比较，从而更受尊重；以便女性公民们今后根据简单而无可争辩的原则所提出的各种要求，总能导向宪法的维护和导向全体的幸福。
因此，正承受着痛苦的美丽、无上的女性，在上帝面前及其庇护之下，承认并且宣布如下的女性人权和公民权。
第一条
在权利方面，妇女生来自由，和男人在法律上是平等的。只有在公共效用上才显出社会上的差别。
第二条
一切政治结合均旨在维护女性和男性自然的和不受时效约束的权利。这些权利是自由、财产、安全与反抗压迫。
第三条
整个主权的本原根本上乃存在于国民，也就是女性和男性的集合：任何团体或任何个人皆不得行使国民所未明白授予的权力。
第四条
自由是指能从事一切无害于他人的行为；而妇女行使她们自然权利的唯一限制，就是持续的男性霸权。这些限制必须被自然规律和理性所革除。
第五条
自然规律和理性有权禁止一切对社会有害的行为；凡未经这些智慧，神圣的条律禁止的行为即不得受到妨碍，而且任何人都不得被强制去从事法律所未要求的行为。
第六条
法律是公意（la volonté générale）的表达。每一个女性或男性公民皆有权亲自或由其代表去参与法律的制订。法律对于所有女性或男性公民，无论是施行保护或是惩罚都是一样的。在法律的眼里一律平等的所有公民皆能按照他们的能力平等地担任一切公共官职、职位与职务，除他们的德行和才能以外不受任何其他差别。
第七条
没有妇女例外：在犯法时，妇女将被指控、逮捕和拘留。妇女和男人一样，遵守严谨的法律。
第八条
法律只应设立确实必要和明显必要的刑罚，而且除非根据在犯法前已经通过并且公布的法律而合法地受到惩处，否则任何妇女均不应遭受刑罚。
第九条
所有妇女不应推定为有罪，且仅在违反法律之时受到法律的严厉制裁。
第十条
任何人不应为其意见甚至原则而遭到干涉，妇女有权登上断头台，同时也有权登上发言台，只要它们的表达没有扰乱法律所建立的公共秩序。
第十一条
自由交流思想与意见乃是妇女最为宝贵的权利之一，这个自由确保了私生子父母的合法地位，女公民因此可以自由地说：我是您孩子的母亲，而不被野蛮的偏见强迫着隐藏这一事实；但应在法律规定的情况下对此项自由的滥用承担责任。
第十二条
女权和女性公民权需要被保障为一个公共福利；这一保障因此是为了全体的福祉而不是为了此种保障的受任人的个人利益而设立的。
第十三条
为了公共武装力量的维持和行政的开支，分到女性和男性上的份额是一致的。女性承担一部分徭役和劳役，因此她们必须相应地享有社会地位、岗位、职务和职称。
第十四条
所有女性和男性公民都有权亲身或由其代表决定公共赋税的必要性。只有妇女在公共事务和财富上得到了合理分配并参与决定了税率、税基、征收方式和期限时才能认可此赋税。
第十五条
全体像男人那样纳税的妇女，都有权要求公务人员报告行政工作。
第十六条
一切社会，凡权利无保障或分权未确立，或一大部分国民（女性国民）未参与修订宪法，均无丝毫宪法之可言。
第十七条
财产同属于所有结合的或分开的两性；对任何人来说，这都是神圣不可侵犯的权利；除非合法认定的公共之需，基于公正和预先补偿的条件对它清晰地提出要求，否则任何人的天赋（人权）都不能被剥夺。

#### 跋
妇女们，觉醒吧；全宇宙都能听到理性的警钟；重拾你的权益。强大的自然帝国不再被偏见、狂热、迷信和谎言所包围了。真理的光芒已经驱散了一切愚蠢和篡夺的阴云。被奴役的男人们已经加强了他们的力量，他们需要你们的帮助（指女性在大革命中所扮演的重要角色），来打破枷锁。但自由（革命）之后，他们却不公正地对待曾和他们一同战斗过的女性。
啊，妇女，妇女！你们什么时候才不再盲目？你们从大革命中得到了什么好处？你们只得到了更多公然的蔑视，更多鲜明的轻视。在败坏的世纪里（指革命前的旧制度时代），你们仅仅统治着男人不足的地方（用美色勾引男性从而获得权力）。现在旧制度已经覆灭，你们还有什么呢？只有对男性霸权的岔岔不平。宣布你们自然的权利——这么件光辉的事业，你们怕什么呢？迦南的婚礼上立法者的名言？还是怕那些攀在过时政治之树上左右世俗道德的立法者，对你们说："女人，你我有什么共同点呢？"那你们要回答：“我们就没有地方不同”。
如果他们坚持这个与他们原则相悖的谬论，那么，勇敢地用理性的力量反对男人无中生有的优越感吧；你们要集结在哲学的大旗下，施展你们优点的一切力量，很快你们就会看到，那些傲慢的男人跪在你们面前深情地唱着征服，自豪地与你们共享上帝的珍宝。不论你们面前有多少障碍，只要你们有信念，就有力量将其清除。忘掉你们在过去所遭受的可怕待遇吧，既然现在国民教育问题已经提上日程，让我们看看议员们会不会明智地想想妇女的教育问题。
妇女的痛苦大于幸福，约束和虚伪就是她们的命运。男人用暴力从她们那夺走的，她们只能用诡计去夺回；毕竟凭着她们的魅力，最实诚的人也难过美人关，不论毒药还是利剑都得屈居其下。尤其是法国政府，不管是看不住秘密的内阁，或是大使，将军，部长，议长，教皇，红衣主教，数世纪以来的夜间都依赖于妇女的统治（性）；一切显示出男人愚蠢特征的事物，不论是世俗的还是宗教的，都臣服于女性的贪婪和野心，这个性别曾经是可被鄙视但倍受尊敬；而在大革命之后，则可被尊敬但倍受鄙视。
在这种矛盾的情况下，我有什么评论不能说的！我只有一次机会来评论，但这一机会将会引起最远的后裔的注意。在旧制度下，一切都是邪恶的，一切都是有罪的；但是难道人们不能理解状况的改善“的必要？”甚至在堕落的本质上吗？女人只能是美丽而和蔼的；有这两种优势的女人，门下会有巨大的幸福。如果一个女人没有这两种优势（没有得益于它们），她有怪诞的性格或使她鄙视财富的奇怪观念，那么她就会被认为像个疯狂的女人；最下流的是，女人被当作金子一样看待；女人的交易成了上流“社会”的一种产业，“而”这，从今以后，不会再是荣耀了。（上流社会里，女人只要美丽和和蔼，女人不应该有别的观念；女人只是用来交易嫁娶的东西，女人就等同于“嫁妆”金子，女人的价值就是这样。）
如果它仍然是的话，革命将会失败，而在新的形势（关系）下，我们将会永远堕落。然而，理性常常被欺骗，“以至于”人们相信，女人没有其他获得幸福的机会，她们是男人买的，就像非洲海岸的奴隶。差别很大，我们都知道。奴隶由主人发号施令；但是如果主人无偿给予她自由，是在这个奴隶已经失去了一切魅力的时候，“那么”这个不幸的女人会遭遇什么呢？“她是”歧视的受害者，甚至连慈善团体的大门都向她关闭：“她又穷又老”，他们说。为什么她不知道如何获得幸福呢？理性发现了其他更加感动“心灵”的例子。
一个年轻、没经验的妇女，被她所爱的男人勾引，愿意抛弃父母去追随他；但几年后那个忘恩负义的人就会离开她，而且她越老，他的无情无义就会越冷漠。如果她有孩子，他也同样会抛弃他们。如果他有钱，他会想到自己得免于和他高贵的受害者分享家产。如果有要求他负责的，他会拒绝它们，并相信法律会支持他。如果他是已婚的，任何其他的义务都会消失。这样，法律要如何从根本上消灭堕落者？法律把男人和女人的财产和公共财产分开来开。显而易见，从这样的平均分配中，富家的“女”人得到了很多。可是穷人家的“女人”，“即使”她有功劳和道德——她会有什么命运？贫穷和耻辱！如果不是恰好在音乐或美术上较好的话，纵然有能力，她也不会被任何公共集会接纳。我不想只写写大略的东西（给一个梗概）；最近我会在我所有的政治文章的新版中深究这个问题，同时还有我对社会提出的建议的函件。
我继续我关于道德问题的文章。婚姻是信任和爱情的坟墓。已婚的女人可以不受惩罚地给她们丈夫生私生子，给他们本不属于他们的财产。“但”未婚的女人只有一点点虚弱的权利，古老而非人性的法律否定了给她们的孩子以他们的父亲起名和继承财产的权利，这方面还没有法律规定。如果这算是一个悖论，且给我的性别以可敬的、公正一致的“权利”是我力所不能及的，那么我把解决这一问题的光荣留给男人；但当我们等待时，随着国民教育、道德重建和婚姻习俗，我们可以“逐步解决这个问题”。

#### 两性间的社会契约样式
我们，________和_________，被我们自己的愿望感动，为了我们生命的延续，为了我们共同意向的延续，在下述的状况下，联合我们自己：我们打算并且希望使我们的财产变为公有，同时保留自己的权利，来为了孩子、为了我们特别爱的人而分割，“我们”互相承认我们的财产直接属于我们的孩子，不管他们从哪张床来。他们都有无差别的权利来继承那认他们的父亲和母亲的名字，且我们有责任同意那惩罚抛弃自己亲生孩子（原文为血）的行为的法律。我们同样认为，如果离婚，我们自己有义务分割财产，提前留下法律规定的给孩子的一份。“另外”，如果婚姻圆满，一方死亡，他应当把他那一半的财产留给孩子。如果一方死亡时没有孩子，另一方有权继承遗产，除非死者要把他那一半的财产留给他认为值得给的另外的人。

这正是我提议实行的婚姻法案。在读了这篇文章之后，我看到，许多人起来反对我，有伪君子，极端分子，教士，以及一系列该下地狱的家伙。但是我的提议为实现一个幸福政府的完美提供了多么明智的道德行径！我将用一些词句来实证这一点。富裕的、没有孩子的伊壁鸠鲁发现，到他的穷邻居那里去，是扩大家庭的好办法。如果有一部法律批准一个贫穷男人的妻子可以让一个富人来收养自己的孩子，社会关系就会强化，道德也会更纯洁。这部法律也许会节省社会的财富，并减少混乱，这把那么多的受害者驱赶到耻辱的济贫院、到一个低下的层次、到堕落的人类原则，这个自然已经渴望了很久。在那时，智慧哲学的诋毁者，反对女权的人，或许会停下来，向简单的道德高喊反对，或者他们也许会失去他们依据的源头。
此外，我希望有一部法律，来帮助寡妇和被一个作虚假承诺的男人欺骗而爱上他的年轻姑娘。我希望，我说，这部法律能迫使一个反复无常的男人承担义务，或至少是“支付”与他的财产相称的赔偿。反之，我也希望这部法律严格约束妇女，至少是那些被证实做出了淫乱之事而违反了法律、却想得到这法律支持的女人。与此同时，正如我在1788年的《原始人的幸福》（Le Bonheur primitive de l'homme）中说的，妓女应该被列在指定的岗位。并不是妓女带来了多大多数道德堕落，而是社会上的妇女。如果后者得到新生，前者也将被改变。这种同志般的联合关系开始会带来混乱，但最终它会带来完美的和谐。
我提供一个万无一失的办法来提升妇女的精神；这就是让她们参加男人的所有活动；如果男人坚持说这办法行不通，就让他们和妇女分享机会吧，不由他的狂想，而由法律的智慧。偏见消除，道德净化，自然复得她的一切权利。加上神父的婚姻、强化宝座上的国王，法国政府不会失败。
据说我们岛上的亲有色人种法案带来了一些纠纷，我觉得有必要就此发表一些看法。那是个连大自然都不寒而颤的地方；那是个理性和人性还没有照进坚冰之下的地方；那尤其，是个被人民的分裂和纷争笼罩的地方。不难推测这些烽烟的煽动者；他们甚至就在国民大会内部；他们扇着阴风，把这鬼火（奴隶制）从欧洲烧到了美洲。殖民者想桀横于亲同手足的人民（奴隶）之上，将他们榨干到最后一滴血，对自然之道视若无睹。这些无人性的殖民者说：“奴隶的血管里流着和我们一样的血，但是必要时我们能把它放干，以饱我们的狼子野心。” 在这离大自然最近的地方，兄弟们手足相残；对血亲置若罔闻，锢善塞明。这样的抵抗有什么用呢？用暴力压迫奴隶只会让情况愈发骇人，让奴隶留在镣铐中只会将所有的灾祸都引向美洲。自由确是神圣的，而当它堕落为一种放肆时，只有法律能压制它，前提是确保每个人的平等。这是国民大会应该在其理智而公正的法令中所压制的，不仅落实到海外殖民地，也该落实到法兰西本土以面对其新的弊病（妇女权益问题）！我的观点还是平衡行政权和立法权，因为我觉得前者是一切，而后者什么也不是；这算是弗朗索瓦一朝开的坏头。我想这两权正如男人和女人需要联合，但拥有同等力量和效用，以创造一个更好的家庭。
1. ↑  出自圣经《約翰福音》第2章第4节参，当耶穌的母親馬利亞告訴耶穌没有酒了时，耶穌回答說，「婦人，這與我和你有什麼干系？我的時候還沒有到。」接着耶稣便将水变成了酒。但在法语中这句话可以被理解为：“女人，你我有什么共同呢？”，这处作者将耶稣比作“立法者”，似乎男女有别的“法”就是耶稣颁布的；其实此处作者在隐晦地攻击保守的天主教廷。
2. ↑  1791年5月15日国民公会发布法令宣布自身且父母都是自由人的有色人和白人在法律上平等，此案激起了法国海外殖民地的奴隶主和奴隶制拥趸的抗议。